# Шушуновське відділення
Шушуновське відділення (рос. Шушуновское отделение) — село в Мещовському районі Калузької області Російської Федерації.
Населення становить 58 осіб. Входить до складу муніципального утворення Місто Мещовськ.

## Історія
Від 2004 року входить до складу муніципального утворення Місто Мещовськ.

## Населення
1. Н/Д[2]